# Judit Hidasi
Dans le nom hongrois Hidasi Judit, le nom de famille précède le prénom, mais cet article utilise l’ordre habituel en français Judit Hidasi, où le prénom précède le nom.
Judit Hidasi ([ˈjudit], [ˈhidɒʃi]), née le 11 juillet 1948 à Budapest, est une linguiste et japanologue hongroise, professeure de linguistique.

## Biographie
Judit Hidasi est née à Budapest, le 11 juillet 1948.
Elle a étudié la philologie anglaise et russe, et la japonologie, à l'Université Loránd Eötvös, obtenant un M.A. en philologie anglaise et russe (1971) et en linguistique générale et appliquée (1976). En 1986, elle est devenue docteure en linguistique de l'Académie hongroise des sciences.
Deux ans plus tard, elle a été nommée chef du département de Russe à l'école Supérieure des Études Économiques de Budapest ; un poste qu'elle a occupé jusqu'en 1992.
En 1992, elle a fondé l'Institut d'Études de Communication Orientale et l'a dirigé jusqu'en 1998.
Après avoir décroché une habilitation universitaire, elle a été promue, en 1999, professeure.
De 1998 à 2001, elle a été directrice adjointe d'un cabinet au sein du ministère de l'Éducation, tout en tenant le poste de secrétaire au bureau hongrois des Bourses (MÖB).
Elle a enseigné à l'université Waseda, Tokyo, à l'université Shirayuri, Chōfu, Tokyo, à l'université Eberhard Karl de Tübingen, Allemagne, à la Sapientia université hongroise de Transylvanie, Cluj-Napoca, Roumanie depuis 2012 et à l'université internationale de Josai, Sakado, au Japon depuis 2015 et à l'université nationale de Taïwan en 2016.

## Activités diverses
- 2001 : SIETAR, Japon, membre

## Prix et distinctions
- Ordre du Soleil levant, troisième classe en 2005

## Sélection d'articles et d'ouvrages
- The Role of Stereotypes in a New Europe, Intercultural Communication Studies (1999–200)[6].
- A comparison of Russian and Hungarian Business Cultures, Tudományos Évkönyv, Budapest (2009)[7].
- Intercultural Communication: An outline, Sangensha, Tokyo (2005)[8].